# Wilhelm Tegeler (Politiker)
Wilhelm Tegeler (* 17. Mai 1893 in Fabbenstedt; † 26. Januar 1960) war ein deutscher Politiker.
Tegeler war selbstständiger Landwirt. Bis 1933 gehörte er der DNVP an. In der Zeit des Nationalsozialismus war er Mitglied im Reichsnährstand. 
Nach dem Zweiten Weltkrieg schloss sich Tegeler der CDU an. Im Jahr 1946 war er Mitglied des Provinzialrates Westfalen sowie 1946 und 1947 des ernannten Landtages von Nordrhein-Westfalen. 